# Edelbluthaflinger
L’Edelbluthaflinger (« Haflinger de sang noble », en français) est une race de chevaux de selle sélectionnée dans le land de Thuringe, en Allemagne, à partir du Haflinger. Son stud-book a été officialisé en 2006. La majorité des effectifs se trouvent en Bavière.

## Histoire

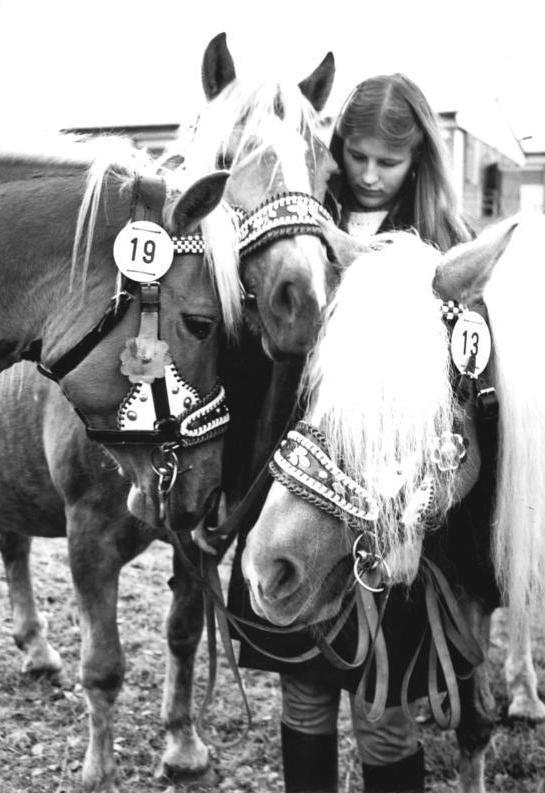
Haflingers au haras de Meura en 1986

Au milieu du XXe siècle, le Haflinger est plutôt de type lourd. L'Arabo-haflinger apparaît dans les années 1960. L'origine de la race est à rechercher dans la sélection de chevaux de trait Haflinger importés dans les années 1960 en RDA pour un usage agricole. Cette race est définie à partir des recherches entre 1956 et 1962 de l'Institut de l'Élevage à l'université d'Iéna, sous la direction des professeurs Hofmann et Schwark. L'objectif est d'élever un petit cheval lourd pour la forêt de Thuringe et les Monts Métallifères en supplément des machines agricoles sur de grandes étendues. En 1956, on introduit pour être une base sept juments, une pouliche et un étalon venant de la province autonome de Bolzano. Dans les années suivantes, 70 autres juments et trois étalons sont acquis.
Avec la mécanisation, ce genre de cheval n'est plus nécessaire. Le travail de sélection s'oriente vers un cheval élégant, maniable et polyvalent, destiné au marché des loisirs. On augmente alors la part de sang arabe au détriment du sang Haflinger. Jusqu'en 1964, la Landwirtschaftliche Produktionsgenossenschaft installe ses chevaux près de Lichte et d'Ilmenau. Le haras de Meura est créé en 1969. Parallèlement, dans les années 1960, surtout en Haute-Bavière, à partir de nombreux chevaux importés d'Autriche dans les années 1930, des fermes privées développent un petit cheval lourd avec l'aide des professeurs Skalla et Karnbaum, pour une sélection de chevaux arabes dans un centre à Ohlstadt. Peu à peu d'autres élevages se créent en Allemagne.
L'approvisionnement en chevaux arabes est en grande partie achevé au début des années 1980. La race comprend un grand nombre de juments, seul un dixième de la base de l'élevage est le produit d'une finition. En novembre 1997, après que l'Union Européenne a établi en Italie le pays d'origine du Haflinger, l'Allemagne entame des collaborations avec les élevages italiens en août 2003. La généalogie est arrêtée à six générations. Les éleveurs se réunissent en une communauté d'intérêt. En 2006, le standard de l'Edelbluthaflinger est défini. 

## Description

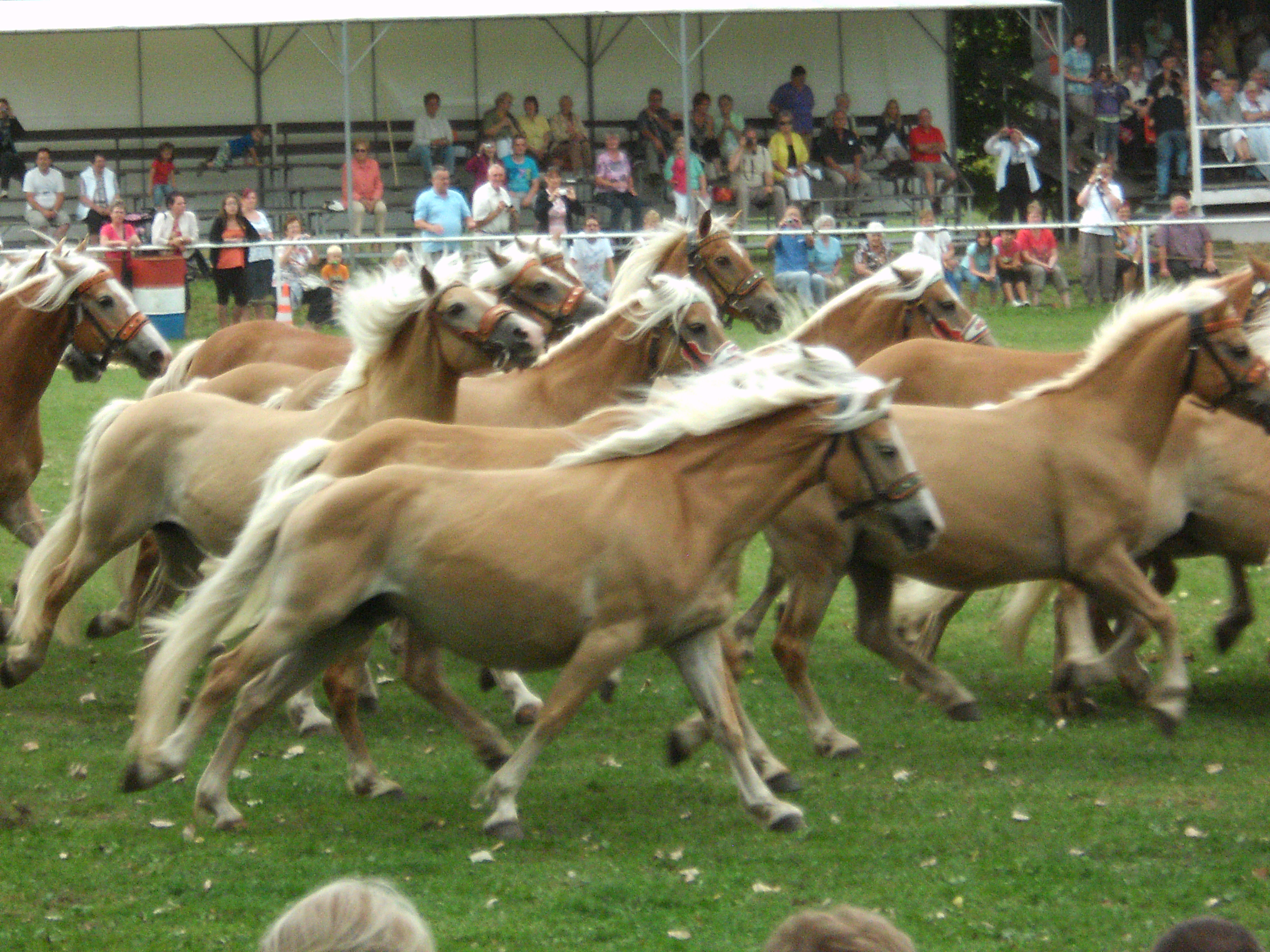
Edelbluthaflingers et Haflingers

L'Edelbluthaflinger possède un minimum de 1,56 % d'origines Haflinger, et un maximum de 25 % d'origines Arabe. D'après l'association allemande de la race, la taille moyenne est de 1,42 m et 1,52 m au garrot.
La tête profilée et légèrement concave possède un front court, sec et large, une attache tête-encolure assez large, de grands yeux clairs, des narines larges et des oreilles petites et étonnamment mobiles. Le corps se distingue par des proportions équilibrées de forme rectangulaire allongée, une bonne musculature, un garrot bien prononcé, un dos long ou de taille moyenne, de grandes épaules en arrière, une poitrine suffisamment grande et large, et une croupe large, bien musclée et légèrement en retrait. Les sabots doivent être durs et pas trop plats. 

### Robe
La robe est alezane unie, avec une queue et une crinière de couleur claire. Des marques blanches sur la tête sont tolérés, contrairement aux balzanes pour les jambes et au rouannage. 

### Sélection
La sélection s'oriente sur la recherche d'un cheval de sport polyvalent. La race s'établit sur sa ressemblance avec le Haflinger. La caractéristique principale est la recherche d'une apparence harmonieuse, agréable et sportive, plus équilibrée que chez l'Arabo-haflinger.

## Utilisations

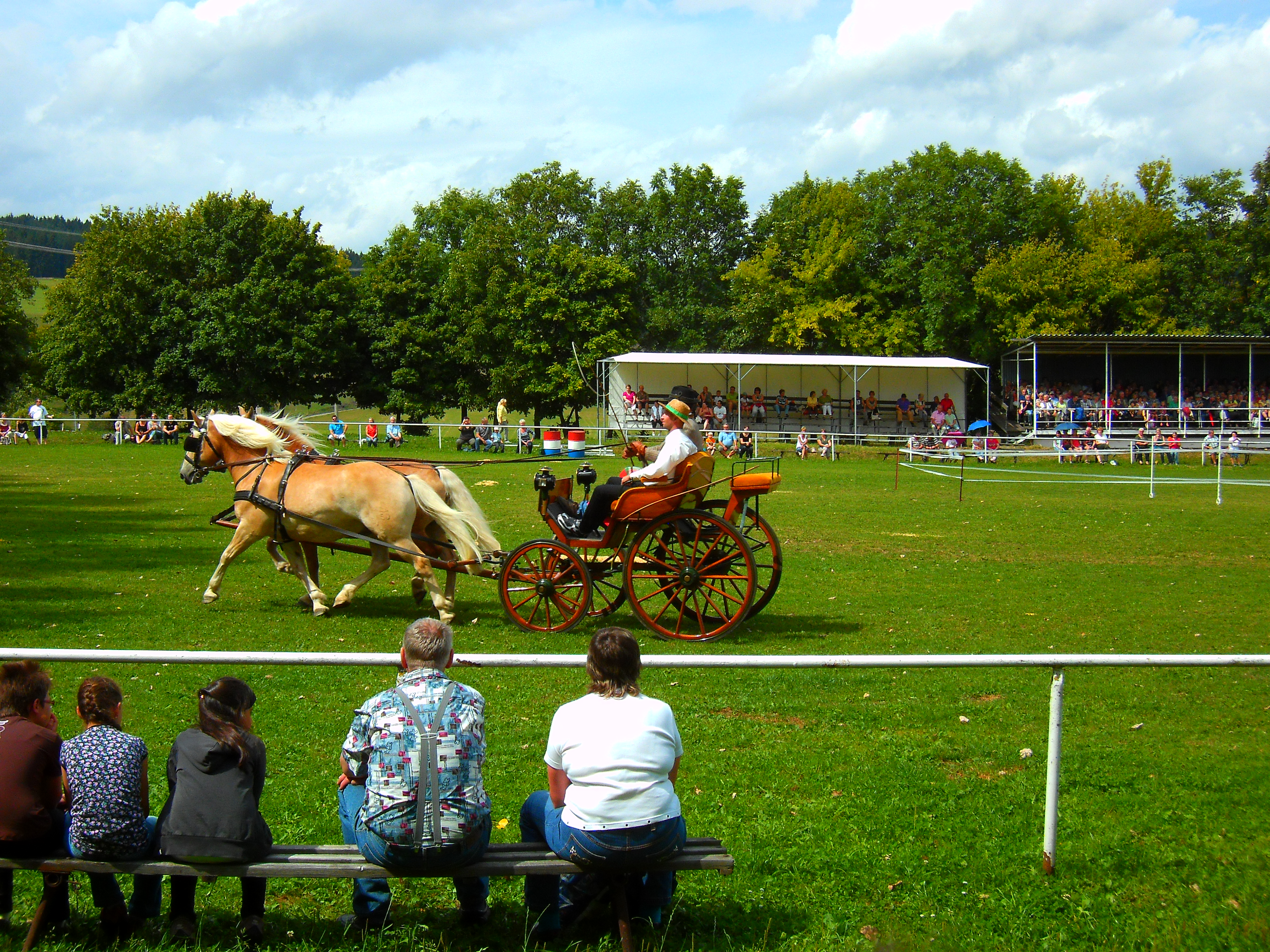
Edelbluthaflingers en démonstration d'attelage

Il est destiné à tous les sports équestres, et à l'attelage.

## Diffusion de l'élevage
La race est indiquée comme rare et comme native de l'Allemagne dans DAD-IS. En 2016, 1 650 sujets, dont 1 559 femelles capables de se reproduire, sont recensés dans toute l'Allemagne. La Bavière détient les effectifs les plus importants. L'Edelbluthaflinger est aussi élevé en Suisse, dans le Tyrol et en Europe centrale.